# Bollebygds pastorat
Bollebygds pastorat är ett pastorat i Marks och Kinds kontrakt i Göteborgs stift i Bollebygds kommun i Västra Götalands län.
Pastoratet har haft nuvarande omfattning sedan 1971 och består av nedanstående församlingar. Före 1971 ingick även Björketorps församling i pastoratet.
- Bollebygds församling
- Töllsjö församling

Pastoratskod är 081215.